# Don't Give Up!
「Don't Give Up!」（ドント・ギブ・アップ）は、布袋寅泰の楽曲である。2012年12月5日にEMIミュージック・ジャパンから34枚目のシングルとして発売された。

## 解説
「Don't Give Up!」は、前作「PROMISE」以来約1年7ヶ月振りの新曲。布袋がロンドンに移住後初めて制作したシングル。本人曰く「自分の新しいスタートと決意みたいなものを込めた」曲。
「Heart To Heart」は、ローソングループのため布袋が書き下ろした楽曲。
「ミッション:インポッシブルのテーマ」は、映画 『ミッション:インポッシブル/ゴースト・プロトコル』のテーマソング。

## 収録曲
1. Don't Give Up!
作詞：いしわたり淳治　作曲・編曲：布袋寅泰
2. Heart To Heart
作詞・作曲・編曲：布袋寅泰
3. ミッション:インポッシブルのテーマ
作曲：Lalo Schifrin　編曲：布袋寅泰
4. Don't Give Up! (Instrumental)
5. Heart To Heart (Instrumental)